# Iossif Benzionowitsch Chriplowitsch
Iossif Benzionowitsch Chriplowitsch (russisch Иосиф Бенционович Хриплович, englische Transkription Iosif Benzionovich Khriplovich; * 23. Januar 1937 in Kiew; † 26. September 2024) war ein sowjetischer bzw. russischer theoretischer Physiker.

## Leben
Chriplowitsch war leitender Wissenschaftler am Budker-Institut für Kernphysik in Akademgorodok und Professor für theoretische Physik an der Staatlichen Universität Nowosibirsk.
Chriplowitsch zeigte schon 1969 die später asymptotische Freiheit genannte Abnahme der Kopplungskonstante mit abnehmendem Abstand bei einer nichtabelschen Eichtheorie, der SU(2) Theorie, die als Theorie für den elektroschwachen Sektor des Standardmodells der Elementarteilchen dient. 1973 wurde die Eigenschaft für die SU(3) Theorie, die die starken Wechselwirkungen beschreibt, von David Gross, Frank Wilczek und David Politzer gezeigt (die dafür den Nobelpreis erhielten).
Anfang der 1970er Jahre war er einer der Initiatoren für die Suche nach Paritätsverletzungen in der Atomphysik (unabhängig von Marie-Anne Bouchiat und Claude Bouchiat im Westen).
1980 zeigte er mit Victor Flambaum, dass exotische, aufgrund der paritätsverletzenden Komponente der schwachen Wechselwirkung mögliche elektromagnetische Momente (1958 von Seldowitsch und Waks eingeführt und Anapol-Momente genannt) in Kernen durch atomphysikalische Experimente prinzipiell beobachtbar sein sollten (sie zeigten einen Anstieg mit der Nukleonenzahl). Der Effekt wurde 1997 durch eine Forschergruppe der University of Colorado an Cäsium bestätigt.
2004 erhielt er die Dirac-Medaille zusammen mit Shuryak. 2000 wurde er korrespondierendes Mitglied der Russischen Akademie der Wissenschaften. 2005 erhielt er den Pomerantschuk-Preis mit Arkady Vainshtein.

## Schriften
- Parity nonconservation in atomic phenomena, Gordon and Breach 1991
- mit Steve K. Lamoreaux CP violation without strangeness: electric dipole moments of particles, atoms, and molecules, Springer Verlag 1997
- General Relativity, Springer Verlag 2005
- Theoretical Kaleidoscope, Springer Verlag, Lecture Notes in Physics 747, 2008